# 微熱 (BEREEVEの曲)
「微熱」（びねつ）はBEREEVEの8枚目のシングル。

## 内容
3年間在籍したポニーキャニオンからビクターエンタテインメントへの移籍第一弾。1年半ぶりのシングル。
石井ヒトシが同社に所属するのはSOY SAUCE SONIXとしての活動以来、5年ぶりとなる。
石井は本作よりこれまでの石井直人から元の芸名に戻し、JASRACでの登録も同様の名義となった。

## タイアップ
「微熱」…テレビ東京系「開運!なんでも鑑定団」エンディングテーマ、カプコン「ロックマン&フォルテ」コマーシャルソング。

## 収録曲
全作詞：冴木裕志／編曲：神長弘一・BEREEVE
1. 微熱
作曲：石井ヒトシ
2. BEASTY LOVE
作曲：BEREEVE
3. 微熱 (inst.)